# Montrose (Arkansas)
Montrose é uma cidade localizada no estado americano de Arkansas, no Condado de Ashley.

## Demografia
Segundo o censo americano de 2000, a sua população era de 526 habitantes.
Em 2006, foi estimada uma população de 514, um decréscimo de 12 (-2.3%).

## Geografia
De acordo com o United States Census Bureau, a localidade tem uma área de 1,2 km², sem área coberta por água.

## Localidades na vizinhança
O diagrama seguinte representa as localidades num raio de 32 km ao redor de Montrose.